# Kanton Bouligny
Bouligny is een kanton van het arrondissement Verdun en het Franse departement Meuse. 
Door toepassing van het decreet van 17 februari 2014 werd het kanton op 22 maart 2015 gevormd uit de gemeenten Foameix-Ornel, Lanhères, Morgemoulin en Rouvres-en-Woëvre van het kanton Étain en alle 22 gemeenten van het toen opgeheven kanton Spincourt.

## Gemeenten
Het kanton Bouligny omvat de volgende gemeenten:
- Amel-sur-l'Étang
- Arrancy-sur-Crusnes
- Billy-sous-Mangiennes
- Bouligny
- Dommary-Baroncourt
- Domremy-la-Canne
- Duzey
- Éton
- Foameix-Ornel
- Gouraincourt
- Lanhères
- Loison
- Mangiennes
- Morgemoulin
- Muzeray
- Nouillonpont
- Pillon
- Rouvres-en-Woëvre
- Rouvrois-sur-Othain
- Saint-Laurent-sur-Othain
- Saint-Pierrevillers
- Senon
- Sorbey
- Spincourt
- Vaudoncourt
- Villers-lès-Mangiennes